# Neoheterandria tridentiger
Neoheterandria tridentiger är en fiskart som först beskrevs av Garman, 1895.  Neoheterandria tridentiger ingår i släktet Neoheterandria och familjen Poeciliidae. Inga underarter finns listade i Catalogue of Life.